# فاليري ليبيد
فاليري ليبيد (بالأوكرانية: Лебедь Валерій Ігорович)‏ هو لاعب كرة قدم أوكراني في مركز الوسط، ولد في 5 يناير 1989 في خاركيف في أوكرانيا. شارك مع منتخب أوكرانيا تحت 16 سنة لكرة القدم ومنتخب أوكرانيا تحت 18 سنة لكرة القدم. أما مع النوادي، فقد لعب مع أولمبيك دونيتسك وشاختار دونيتسك.

## وصلات خارجية
- فاليري ليبيد على موقع اتحاد أوكرانيا (الإنجليزية)
- فاليري ليبيد على موقع قاعدة بيانات كرة القدم.إي يو (الإنجليزية)
- فاليري ليبيد على موقع Soccerway.com (الإنجليزية)
- فاليري ليبيد على موقع عالم كرة القدم.نت (الإنجليزية)